# Tourte à la viande
Une tourte à la viande, ou tarte à la viande, est une tourte dont la garniture est composée de viande et souvent d'autres ingrédients savoureux. Elles sont populaires en Australie et Nouvelle-Zélande (tourte à la viande), Canada (tourtière du Lac-Saint-Jean), Europe et au Royaume-Uni (cottage pie), Ghana, Nigeria, Afrique du Sud et Zimbabwe.

## Histoire
On trouve la tourte à la viande au Néolithique, vers 9 500 avant J.-C.[réf. nécessaire] Le régime alimentaire des anciens Égyptiens comportait des tartes de base faites d'avoine, de blé, de seigle et d'orge, remplies de miel et cuites sur des charbons ardents.

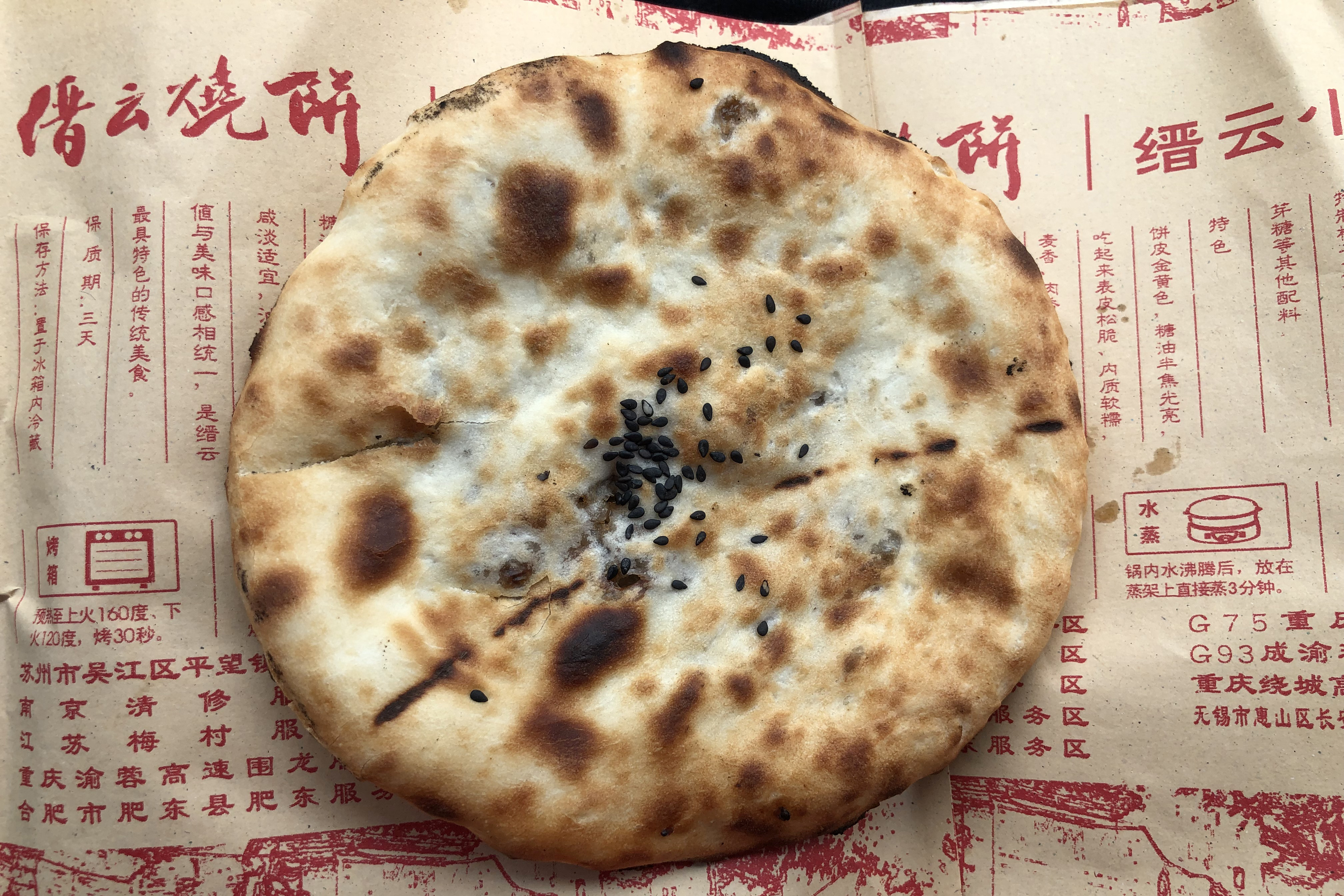
Jinyun shaobing, tourte à la viande originaire du comté de Jinyun, Zhejiang, Chine.

Les Grecs utilisaient une pâte à base de farine et d'eau ressemblant à une pâte à tarte et la remplissaient de viande. Ces tartes étaient généralement frites ou cuites sous des charbons. Les Romains les ont adoptées, utilisant une variété de viandes, huîtres, moules, lamproies et poissons comme garniture et un mélange de farine, huile et eau pour la croûte. Cette couverture « pâtissière » n'était pas destinée à être mangée et était jetée.
En Europe du Nord, les cuisiniers créaient la pâte en utilisant des graisses comme le saindoux et le beurre pour obtenir une pâte rigide permettant de tenir une tarte debout. Ces plats de pâtisserie médiévaux étaient appelés coffins ou coffyns, ce qui signifie un panier ou une boîte. Selon Janet Clarkson dans Pie: A Global History, les coffins étaient « […] des tourtes salées à la viande dont les croûtes ou les pâtes étaient hautes, à côtés droits, avec des fonds et des couvercles scellés. Les pâtés à croûte ouverte (sans dessus ni couvercle) étaient appelés pièges. Ces tourtes contenaient un assortiment de viandes et de sauces et étaient cuites à la manière d'une casserole moderne sans moule (la croûte elle-même était le moule, sa pâte étant dure et immangeable). Ces croûtes avaient souvent plusieurs pouces d'épaisseur pour résister à de nombreuses heures de cuisson ».
Certains historiens suggèrent que la croûte dure, presque immangeable, était donnée aux domestiques tandis que les seigneurs et les dames de maison mangeaient le contenu.
Les Français et les Italiens se sont spécialisés dans la redéfinition de la pâte de la tourte, la rendant plus feuilletée et plus savoureuse par de nouvelles méthodes d'ajout de beurre, de laminage et de pliage de la pâte. En 1440, la guilde des pâtissiers de Paris a été reconnue et a commencé à développer son produit, et c'est ainsi que l'on a commencé à utiliser quelque chose qui ressemble à la croûte actuelle.